# Писарро, Хайме
Ха́йме Аугу́сто Писа́рро Эрре́ра (исп. Jaime Augusto Pizarro Herrera; род. 2 марта 1964, Сантьяго, Чили) — чилийский политик и бывший футболист и футбольный тренер, выступавший на полиции полузащитника. Министр спорта Чили с 10 марта 2023 года.

## Клубная карьера
Писарро начинал карьеру на родине в «Коло-Коло», за который играл 10 сезонов. В составе которой выиграл ряд трофеев, среди которых были 6 чемпионских титулов, 4 Кубка Чили, а также Кубок Либертадорес 1991 года.
Затем он переехал в Аргентину, где играл за «Архентинос Хуниорс», а затем играл за эквадорскую «Барселону», «УАНЛ Тигрес» и чилийские «Палестино» и «Универсидад Католика», в котором завершил игровую карьеру.

## Карьера в сборной
В составе сборной Чили был участником четырёх Кубков Америки (1987, 1989, 1991, 1993).

## Тренерская карьера
Начал тренерскую деятельность в «Коло-Коло», который возглавлял два сезона, а затем работал в «Аудакс Итальяно», «Палестино» и «Барнечеа».

## Достижения
«Коло-Коло»
- Чемпион Чили (6): 1983, 1986, 1989, 1990, 1991, 1993
- Обладатель Кубка Чили (4): 1985, 1988, 1989, 1990
- Обладатель Кубка Либертадорес (1): 1991
- Обладатель Рекопы (1): 1992
- Обладатель Межамериканского кубка (1): 1992